# Maria van Leuchtenberg

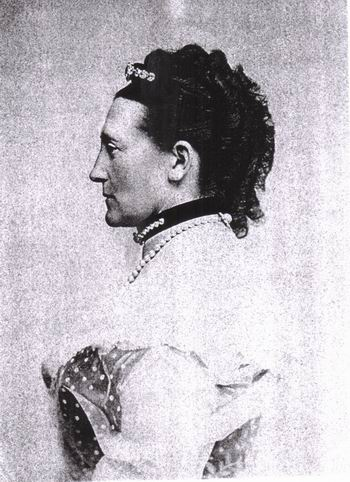
Maria van Leuchtenberg

Maria Maksimilanovna van Leuchtenberg (Sint-Petersburg, 16 oktober 1841 - 16 februari 1914) was een prinses uit het Huis Beauharnais.
Ze was de tweede dochter van Maximiliaan de Beauharnais, 3e hertog van Leuchtenberg en diens vrouw Maria Nikolajevna. Zelf trouwde ze op 11 februari 1863 met Willem van Baden, de zoon van Leopold van Baden en Sofie van Zweden. Het paar had twee kinderen:
- Marie (1865-1939), gehuwd met Frederik II van Anhalt.
- Maximiliaan (1867-1929)

- Gemeinsame Normdatei: 1105669130
- Virtual International Authority File: 81545776